# Mutchkin
Mutchkin war ein schottisches Volumenmaß für Flüssigkeiten, aber besonders für Ale (Bier), Weine und Branntweine. Das Maß richtete sich nach dem Hogschead und war entsprechend der Flüssigkeit abweichend.
- 1 Mutchkin = 4 Gills ≈ 0,424 Liter (Ale und Weißbier)

Die Maßkette war
- 1 Hogschead = 16 Gallons = 64 Quarts = 128 Pints = 256 Chopins = 512 Mutchkins =  2048 Gills